# Saint-Vallier, Drôme
Saint-Vallier este o comună în departamentul Drôme din sud-estul Franței. În 2009 avea o populație de 4.000 de locuitori.

## Evoluția populației
| An        | 1975  | 1982  | 1990  | 1999  | 2006  | 2009  |
| --------- | ----- | ----- | ----- | ----- | ----- | ----- |
| Populație | 5.137 | 4.442 | 4.115 | 4.154 | 4.017 | 4.000 |